# 일일시트콤 남남북녀
일일시트콤 남남북녀는 KBS 한민족방송의 남녀주인공의 만남에서 결혼과정 그리고 결혼 후의 이야기까지 구성하는 시츄에이션 프로그램이다.